# Badminton 1928
Höhepunkte des Badmintonjahres 1928 waren die All England, die Irish Open und die Scottish Open.
==Internationale Veranstaltungen ==
| Veranstaltung | Herreneinzel         | Dameneinzel             | Herrendoppel                            | Damendoppel                         | Mixed                                        |
| ------------- | -------------------- | ----------------------- | --------------------------------------- | ----------------------------------- | -------------------------------------------- |
| All England   | Frank Devlin         | Margaret Rivers Tragett | George Alan Thomas Frank Hodge          | Marjorie Barrett Violet Elton       | Albert Edward Harbot Margaret Rivers Tragett |
| Irish Open    | Albert Edward Harbot | Marjorie Barrett        | Albert Edward Harbot George Alan Thomas | Marjorie Barrett Violet Elton       | Albert Edward Harbot Violet Elton            |
| Scottish Open | Ian Maconachie       | Margaret Tragett        | Ian Maconachie H. E. B. Neilson         | Margaret Tragett E. F. C. MacDonald | Ian Maconachie Marion Armstrong              |